# Divald Adolf
Berencsi Divald Adolf (Selmecbánya, 1828. június 1. – Szombathely, 1891. november 12.) erdőmérnök, tudományszervező. Wagner Károly oldalán a magyarországi erdészet tudományos közéletének egyik kibontakoztatója, a magyar nyelvű erdészeti szakirodalom megalapozója volt. 1864-től a Magyar Tudományos Akadémia levelező tagja. Divald József (1827–1879) gazdaságtörténész öccse, Divald Károly (1830–1897) fényképész bátyja, Divald Kornél (1872–1931) művészettörténész nagybátyja.

## Élete
Apja kincstári erdőmester volt. Középiskoláit szülővárosában, Selmecbányán fejezte be. 1846-ban iratkozott be a selmecbányai bányászati és erdészeti akadémiára, de tanulmányait az 1848-as szabadságharc miatt megszakította. 1848 szeptemberében Pesten beállt egy tizenkét fontos ütegbe tüzérnek, s előbb a fel-dunai, majd a II. honvéd hadtestben szolgált. 1849 áprilisában áthelyezték a lengyel Teofil Łapiński parancsnokolta üteghez, és a szabadságharc végéig harcolt tüzér hadnagyként. Ezt követően visszatért Selmecbányára, és 1850-ben befejezte erdészeti tanulmányait. 1851-ben a hercegi Coburg család muraszombati uradalmában lett segéderdész, de hamarosan állami szolgálatba lépett. 1862-ben a zsarnócai állami erdőhivatal erdőmesterévé nevezték ki. Az 1860-as évek közepén azonban már a grófi Eltz család vukovári uradalmában tevékenykedett erdőmesterként (egyes források szerint ugyanebben az időszakban a stájerországi Eisenerzben is szolgált erdészként). 1867-ben ismét állami szolgálatba lépett, s előbb pénzügy-minisztériumi osztálytanácsosi, majd tanácsosi rangban a kincstári erdőigazgatás ügyeit irányította 1872-ig. 1870-ben magyar nemességet kapott, a berencsi nemesi előnevet 1883-ban vette fel. 1872-től egy éven át a szlavóniai állami erdők értékesítésére alakult részvénytársaság igazgatója volt. A feladat elvégzését követően, 1873-tól a herceg Esterházy család kismartoni uradalmának erdőtanácsosaként, majd igazgatójaként tevékenykedett. Megromlott egészségi állapota miatt 1889-ben nyugdíjba vonult, s Pozsonyba költözött. Szombathelyen élő leányánál tett látogatása közben érte a halál, Pozsonyban temették el.
Kései leszármazottja Balsay István erdőmérnök, politikus.

## Munkássága
Erdészeti szakmunkáiban az erdőgazdálkodás állapotának és korszerűsítésének kérdései foglalkoztatták. Bedő Alberttel és Wagner Károllyal együtt közreműködött az 1879-ben elfogadott, az erdőirtást is korlátozó első modern magyar erdőtörvény kidolgozásában (1879. évi XXXI. tc.). Életművének leghangsúlyosabb vonulata azonban tudományszervezői munkássága, a magyarországi erdészet tudományos közéletének kibontakoztatása volt. Az 1860-as évek elejétől buzdította szaktársait a korszerű és magyar nyelvű erdészeti szakirodalom művelésére, pályázati lehetőségeket és mecénásokat kutatott fel a jeles szakmunkák megjelentetése érdekében. A szaktanulmányokat befogadó fórumot teremtett Wagner Károllyal együtt, amikor 1862-ben megalapították az Erdészeti Lapokat, az első magyar nyelvű erdészeti szakfolyóiratot. Első évfolyamát még Divald is szerkesztette, majd egészen haláláig a lap főmunkatársa maradt. Sokat fáradozott azért, hogy a selmecbányai erdészképzés és az állami erdőigazgatás nyelve a német helyett a magyar legyen, az ebből fakadó konfliktusokat állami szolgálatai alatt is felvállalta. Wagnerrel közösen kidolgozták a magyar erdészeti szaknyelv szókincsét, s 1868-ban közreadták az átfogó műnyelvi javaslataikat tartalmazó magyar-német szakszótárt. 1866-ban Divald fontos szerepet játszott az Ungarische Forstvereint (Magyar Erdészeti Egyesületet) felváltó, önálló és hivatalosan is magyar munkanyelvű Országos Erdészeti Egyesület megalapításában. Szakkönyveit és -cikkeit gyakran Erdődi Adolf néven szignózta.
Tudományos eredményei elismeréseként 1864-ben a Magyar Tudományos Akadémia levelező tagjává választotta.

## Főbb művei
- Az erdészeti magyar irodalom ügyében.  Vadász- és Versenylap,   (1861)
- Zur ungarischen Forstliteratur. Pressburg: (kiadó nélkül). 1861.
- Az erdőszetet illető legfontosabb mértékek és súlyok átváltoztatási táblái. Pest: (kiadó nélkül). 1862.   (Erdődi Adolf néven).
- Segédtáblák erdőszök és erdőbirtokosok, jószágigazgatók, gazdatisztek, mérnökök, építészek, fakereskedők és mindazok számára, kik a természettudományok gyakorlati alkalmazásával foglalkoznak. Selmec: (kiadó nélkül). 1864.   (Wagner Károllyal).
- A természettudományok és az erdészet. Pozsony: (kiadó nélkül). 1865.
- Közgazdasági eszmetöredékek az erdészet köréből. Pozsony: (kiadó nélkül). 1866.   (Erdődi Adolf néven).
- A magyar birodalom államerdőségei kezelésének eredményei 1867-ig és lépések egy jobb jövő felé. Buda: (kiadó nélkül). 1868.
- Magyar-német és német-magyar erdészeti műszótár. Pest: (kiadó nélkül). 1868.   (Wagner Károllyal).
- Divald Adolf jelentése Máramaros-, Ung- és Liptómegye kincstári erdőségeiről. Buda: (kiadó nélkül). 1870.
- Divald Adolf jelentése Erdély kincstári erdőségeiről. Buda: (kiadó nélkül). 1871.